# Dedinci
Dedinci (bułg. Дединци) – wieś w Bułgarii, w obwodzie Wielkie Tyrnowo, w gminie Złatarica. W 2024 roku liczyła 23 mieszkańców.